# Борек-Клімонтовський
Борек-Клімонтовський (пол. Borek Klimontowski) — село в Польщі, у гміні Клімонтув Сандомирського повіту Свентокшиського воєводства.
Населення — 119 осіб (2011).
У 1975-1998 роках село належало до Тарнобжезького воєводства.

## Демографія
Демографічна структура на день 31 березня 2011 року:
|          | Загалом | Допрацездатний вік | Працездатний вік | Постпрацездатний вік |
| -------- | ------- | ------------------ | ---------------- | -------------------- |
| Чоловіки | 62      | 15                 | 40               | 7                    |
| Жінки    | 57      | 15                 | 32               | 10                   |
| Разом    | 119     | 30                 | 72               | 17                   |